# Discours sur le colonialisme

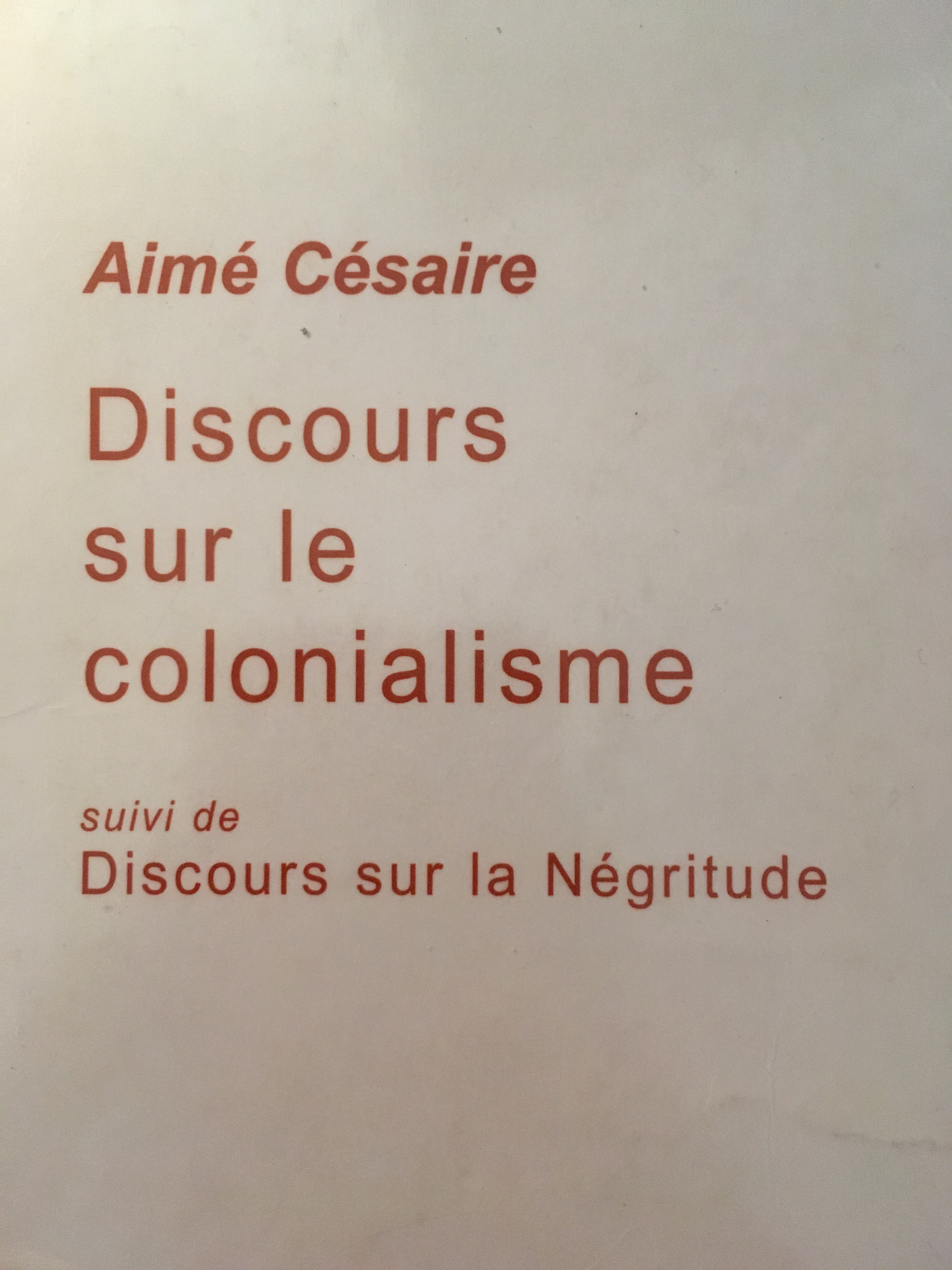
Aimé Césaire: Discours sur le colonialisme suivi de Discours sur la Négritude, Paris, Présence Africaine, 2004

Le Discours sur le colonialisme est un essai anticolonialiste d'Aimé Césaire. Il est publié pour la première fois le 7 juin 1950, par Réclame, maison d'édition liée au Parti communiste français, avec une préface d'une figure historique du parti communiste, Jacques Duclos, dont une citation est mise en exergue par Césaire : « Le colonialisme, cette honte du XXe siècle ».

## Perspectives
Il s'oppose aux actions violentes et criminelles commises dans les colonies, l'exploitation des peuples et le pillage des ressources. 
Dans une perspective communiste, Césaire critique la position de la classe bourgeoise qu'il qualifie de décadente, car ne connaissant plus de limites dans le mal qu'elle commet au travers du système économique capitaliste. Il estime également que la colonisation, loin d'une « œuvre civilisatrice », a au contraire décivilisé les colonisateurs : « Il faudrait d'abord étudier comment la colonisation travaille à déciviliser les colonisateurs, à l'abrutir au sens propre du mot, à le dégrader, à le réveiller aux instincts enfouis, à la convoitise, à la violence, à la haine raciale, au relativisme moral ».
La spécialiste de philosophie africaine Séverine Kodjo-Grandvaux explique que Césaire l'a poussée à s'intéresser à ce champ d'études, et aussi que Césaire critique fortement dans son Discours l'ouvrage colonialiste et évangélisateur La Philosophie bantoue de Placide Tempels. Frantz Fanon met en épigraphe de son premier livre, Peau noire, masques blancs, publié en 1952, une citation du Discours sur le colonialisme.
Aimé Césaire prend également à partie Octave Mannoni et l'approche ethno-psychiatrique de son ouvrage Psychiatrie de la colonisation, mise en parallèle de l'insurrection malgache de 1947, Pierre Gourou et son approche de la géographie économique appliquée dans Les Pays tropicaux, ou encore Yves Florenne (d), journaliste du Monde. À l'inverse, il met à l'honneur Leo Frobenius.